# NGC 2385
NGC 2385 је спирална галаксија у сазвежђу Близанци која се налази на NGC листи објеката дубоког неба.
Деклинација објекта је + 33° 50' 17" а ректасцензија 7h 28m 28,2s. Привидна величина (магнитуда) објекта NGC 2385 износи 14,3 а фотографска магнитуда 15,2. NGC 2385 је још познат и под ознакама MCG 6-17-8, CGCG 177-20, PGC 21080.